# Liste des plantes du Canada C
 Voici la liste des plantes du Canada. Les plantes indigènes au Canada sont indicées avec un  N, et les plantes introduites, le sont avec un  X.
A | B | C | D | E | F | G | H | I | J | K | L | M | N | O | P | Q | R | S | T | U | V | W | XYZ

## Ca
- Cakile — roquettes de mer
  - Cakile edentula — roquette de mer, caquillier édentulé

- Calamagrostis — calamagrostides
  - Calamagrostis canadensis — calamagrostide du Canada
  - Calamagrostis deschampsioides — calamagrostide fausse-deschampsie
  - Calamagrostis lapponica — calamagrostide de Laponie
  - Calamagrostis purpurascens — calamagrostide pourpre
  - Calamagrostis stricta subsp. inexpansa — calamagrostide contractée

- Calamintha — calaments
  - Calamintha arkansana — calament d'Arkansas

- Calamovilfa
  - Calamovilfa longifolia var. magna

- Calla — callas
  - Calla palustris — calla des marais

- Callitriche — callitriches
  - Callitriche hermaphroditica — callitriche hermaphrodite
  - Callitriche heterophylla — callitriche hétérophylle
  - Callitriche palustris — callitriche des marais

- Callitropsis — 
  - Callitropsis nootkatensis — faux cyprès de Nootka, cyprès glauque, chamæcyparis jaune

- Calopogon — calopogons
  - Calopogon tuberosus — calopogon tubéreux

- Caltha — populages
  - Caltha natans — populage flottant
  - Caltha palustris — populage des marais, souci d'eau, caltha des marais

- Calypso — calypsos
  - Calypso bulbosa — calypso bulbeux

- Calystegia — liserons
  - Calystegia sepium — liseron des haies, grand liseron
  - Calystegia spithamaea — liseron dressé

- Camassia — camassies
  - Camassia scilloides — camassie faux-scille,    Menacé

- Campanula — campanules
  - Campanula aparinoides — campanule faux-gaillet
  - Campanula gieseckeana — campanule de Giesecke
  - Campanula americanum — campanule d'Amérique

- Campsis — jasmines
  - Campsis radicans — jasmine de Virginie, jasmine trompette

- Canadanthus
  - Canadanthus modestus

- Cardamine — dentaires
  - Cardamine bulbosa — cardamine bulbeuse
  - Cardamine concatenata — dentaire laciniée, dentaire grêle
  - Cardamine diphylla — dentaire à deux feuilles, snicroûte, carcajou
  - Cardamine douglasii — cardamine de Douglas
  - Cardamine parviflora — cardamine parviflore
  - Cardamine pensylvanica — cardamine de Pennsylvanie
  - Cardamine pratensis var. angustifolia — cardamine à feuilles étroites
  - Cardamine pratensis var. palustris — cardamine des prés

- Carex spp.
  - Voir Liste des espèces Carex du Canada

- Carpinus — charmes
  - Carpinus caroliniana — charme de Caroline, bois de fer

- Carya — caryers
  - Carya cordiformis — caryer cordiforme
  - Carya glabra — caryer glabre
  - Carya laciniosa - caryer lacinié
  - Carya ovata — caryer ovale, caryer blanc

- Cassia
  - Cassia hebecarpa

- Castanea — châtaigniers
  - Castanea dentata — châtaignier d'Amérique,   Menacé

- Castilleja — castilléjies
  - Castilleja coccinea — castilléjie écarlate
  - Castilleja raupii — castilléjie de Raup
  - Castilleja septentrionalis — castilléjie septentrionale

- Catabrosa — catabrosas
  - Catabrosa aquatica — catabrosa aquatique

- Caulophyllum — caulophylles
  - Caulophyllum giganteum
  - Caulophyllum thalictroides — caulophylle faux-pigamon

## Ce
- Ceanothus — céanothes
  - Ceanothus americanus — céanothe d'Amérique
  - Ceanothus herbaceus — céanothe à feuilles étroites

- Celastrus — bourreaux
  - Celastrus scandens — bourreau des arbres

- Celtis — micocoulliers
  - Celtis occidentalis — micocoullier occidental, micocoullier de Virginie, bois inconnu, orme bâtard
  - Celtis tenuifolia — Celtis tenuifolia,   Menacé

- Cenchrus
  - Cenchrus longispinus

- Cephalanthus — céphalanthes
  - Cephalanthus occidentalis — céphalanthe occidental
- Cerastium — céraistes
  - Cerastium alpinum — céraiste des Alpes, céraiste alpine, céraiste laineux
  - Cerastium arvense subsp. strictum — céraiste des champs, céraiste dressé (les autres sous-espèces sont considérées introduites)
  - Cerastium brachypodum
  - Cerastium nutans — céraiste penché
  - Cerastium velutinum

- Ceratophyllum — ceratophylles
  - Ceratophyllum demersum — cératophylle commune, cornifle nageante
  - Ceratophyllum echinatum — cératophylle hérissée, cornifle échinée

## Ch
- Chaerophyllum
  - Chaerophyllum procumbens var. procumbens
  - Chaerophyllum procumbens var. shortii

- Chamaedaphne — cassandres
  - Chamaedaphne calyculata — cassandre caliculé, faux bleuets

- Chamaesyce — euphorbes
  - Chamaesyce polygonifolia — euphorbe à feuilles de renouée
  - Chamaesyce vermiculata

- Chelone — galanes
  - Chelone glabra — galane glabre

- Chenopodium — chénopodes
  - Chenopodium bushianum
  - Chenopodium capitatum — arroche fraise, chénopode capité
  - Chenopodium foggii
  - Chenopodium leptophyllum — chénopode mince
  - Chenopodium pratericola
  - Chenopodium salinum
  - Chenopodium simplex — chénopode à feuilles d'érable
  - Chenopodium standleyanum — chénopode de Standley

- Chimaphila — chimaphiles
  - Chimaphila maculata — chimaphile maculé Menacé
  - Chimaphila umbellata — chimaphile à ombelles, herbe à peigne

- Chrysanthemum
  - Chrysanthemum arcticum

- Chrysosplenium — dorines
  - Chrysosplenium americanum — dorine d'Amérique
  - Chrysosplenium tetrandrum — dorine à quatre étamines, dorine à feuilles alternes

## Ci
- Cicuta — cicutaires
  - Cicuta bulbifera — cicutaire bulbifère
  - Cicuta maculata — cicutaire maculée
  - Cicuta virosa — cicutaire aquatique, cigüe aquatique

- Cimicifuga — cimicaires
  - Cimicifuga racemosa — cimicaire en grappes

- Cinna — cinnas
  - Cinna arundinacea
  - Cinna latifolia — cinna à larges feuilles

- Circaea — circées
  - Circaea alpina — circée alpine
  - Circaea lutetiana — circée lutèce, circée du Canada

- Cirsium — chardons
  - Cirsium discolor — chardon discolore
  - Cirsium drummondii — chardon de Drummond
  - Cirsium flodmanii — chardon de Flodman
  - Cirsium hillii — Menacé
  - Cirsium muticum — chardon mutique
  - Cirsium pitcheri — chardon de Pitcher

## Cl
- Cladium — marisques
  - Cladium mariscoides — marisque inerme, cladium faux-mariscus

- Claytonia — claytonies
  - Claytonia caroliniana — Claytonie de Caroline
  - Claytonia virginica — claytonie de Virginie

- Clematis — clématites
  - Clematis occidentalis — clématite verticillée
  - Clematis virginiana — herbe aux gueux, clématite de Virginie

- Clinopodium — herbes de Saint-Julien
  - Clinopodium vulgare — herbe de Saint-Julien, sarriette vulgaire

- Clintonia— clintonies
  - Clintonia borealis — clintonie boréale

## Co
- Coeloglossum
  - Coeloglossum viride var. viriscens
  - Coeloglossum viride var. viride

- Collinsia — collinsies
  - Collinsia canadensis — collinsonie du Canada
  - Collinsia parviflora — collinsie parviflore

- Collomia — collomies
  - Collomia linearis — collomie à feuilles linéaires

- Comandra — comandres
  - Comandra umbellata — comandre en ombelles

- Comptonia — comptonies
  - Comptonia peregrina — comptonie voyageuse

- Conioselinum — coniosélinums
  - Conioselinum chinense — coniosélinum de Genesée

- Conopholis — conopholis
  - Conopholis americana — conopholis d'Amérique

- Conyza — vergerettes
  - Conyza canadensis — vergerette du Canada

- Coptis — coptides
  - Coptis trifolia — coptide trifoliolée, tisavoyanne jaune, savoyane

- Corallorrhiza — corallorhizes
  - Corallorhiza maculata — corallorhize maculée
  - Corallorrhiza odontorhiza
  - Corallorrhiza striata — corallorhize striée
  - Corallorrhiza trifida — corallorhize trifide

- Coreopsis — coréopsis
  - Coreopsis lanceolata — coréopsis lancéolée
  - Coreopsis tripteris

- Corispermum — corispermes
  - Corispermum americanum — corisperme d'Amérique
  - Corispermum hookeri — corisperme de Hooker
  - Corispermum pallasii — corisperme de Pallas
  - Corispermum villosum — corisperme velué

- Cornus — cornouillers
  - Cornus alternifolia — cornouiller à feuilles alternes
  - Cornus amomum subsp. amomum — cornouiller amome
  - Cornus amomum subsp. obliqua
  - Cornus canadensis — cornouiller du Canada, quatre-temps
  - Cornus drummondii — cornouiller de Drummond
  - Cornus florida — cornouiller à fleurs
  - Cornus foemina
  - Cornus rugosa — bois de Calumet, cornouiller rugueux
  - Cornus stolonifera

- Corydalis — corydales
  - Corydalis aurea — corydale dorée
  - Corydalis flavula
  - Corydalis sempervirens

- Corylus — noisetiers
  - Corylus americana — noisetier d'Amérique
  - Corylus cornuta — noisetier à long bec

## Cr
- Crassula — tillées
  - Crassula aquatica — tillée aquatique

- Crataegus — aubépines
  - Crataegus apiomorpha
  - Crataegus beata
  - Crataegus brainerdii
  - Crataegus calpodendron
  - Crataegus chrysocarpa var. aboriginum
  - Crataegus chrysocarpa var. chrysocarpa — aubépine à feuilles rondes, aubépine dorée
  - Crataegus chrysocarpa var. phoenicea
  - Crataegus coccinea var. coccinea
  - Crataegus coccinea var. fulleriana
  - Crataegus cognata
  - Crataegus comptacta
  - Crataegus crus-galli — aubépine ergot-de-coq
  - Crataegus dilatata
  - Crataegus dissona
  - Crataegus dodgei var. dodgei
  - Crataegus dodgei var. flavida
  - Crataegus douglasii — aubépine noire
  - Crataegus flabellata — aubépine flabelliforme
  - Crataegus formosa
  - Crataegus irrasa — aubépine pubérulente
  - Crataegus lumaria
  - Crataegus macracantha
  - Crataegus macrosperma — aubépine à lobes aigus
  - Crataegus magniflora
  - Crataegus margeretta
  - Crataegus mollis — aubépine duveteuse
  - Crataegus pennsylvanica
  - Crataegus perjucunda
  - Crataegus persimilis
  - Crataegus populnea
  - Crataegus pringlei — aubépine de Pringle
  - Crataegus pruinosa var. parvula
  - Crataegus pruinosa var. pruinosa
  - Crataegus punctata
  - Crataegus rugosa
  - Crataegus scabrida
  - Crataegus schuettei
  - Crataegus submollis — aubépine subsoyeuse
  - Crataegus suborbiculata — aubépine suborbiculaire
  - Crataegus succulenta — aubépine succulente, aubépine à épines longues
  - Crataegus tenax

- Cryptogramma — cryptogrammes
  - Cryptogramma acrostichoides — cryptogramme faux-acrostic
  - Cryptogramma stelleri — cryptogramme de Steller

- Cryptotaenia —  cryptoténies
  - Cryptotaenia canadensis — cryptoténie du Canada

## Cu
- Cuscuta — cuscutes
  - Cuscuta campestris
  - Cuscuta cephalanthi — cuscute de céphalanthe
  - Cuscuta coryli
  - Cuscuta gronovii — cuscute de Gronovius

## Cy
- Cycloloma — cyclolomas
  - Cycloloma atriplicifolium — cycloloma à feuilles d'arroche

- Cynoglossum
  - Cynoglossum boreale

- Cyperus — souchets
  - Cyperus bipartitus — souchet des rivières
  - Cyperus dentatus
  - Cyperus diandrus
  - Cyperus erythrorhizos
  - Cyperus esculentus — souchet comestible, amande de terre
  - Cyperus flavescens
  - Cyperus houghtonii — souchet de Houghton
  - Cyperus lupulinus subsp. macilentus
  - Cyperus odoratus
  - Cyperus schweinitzii — souchet de Schweinitz
  - Cyperus squarrosus
  - Cyperus strigosus

- Cypripedium — cypripèdes
  - Cypripedium acaule — cypripède acaule
  - Cypripedium arietinum — cypripède tête-de-bélier
  - Cypripedium candidum — Menacé
  - Cypripedium parviflorum var. makasin — sabot de Vénus, cypripède jaune, cypripède soulier
  - Cypripedium parviflorum var. pubescens
  - Cypripedium passerinum — cypripède œuf-de-passereau
  - Cypripedium reginae — cypripède royal

- Cystopteris — 
  - Cystopteris bulbifera — cystoptère bulbifère
  - Cystopteris fragilis — cystoptère fragile
  - Cystopteris laurentiana — cystoptère laurentienne
  - Cystopteris montana — cystoptère des montagnes
  - Cystopteris protrusa
  - Cystopteris tenuis — cystoptère ténue